# Te mataré con amor''
Te Mataré Con Amor es el cuatro álbum de estudio de la banda de rock chilena Los Miserables. Fue grabado y producido por los integrantes de la banda Los Miserables (banda) en 1994. Su distribución estuvo a cargo de la discográfica Alerce Producciones Fonográficas S.A. Santiago de Chile. El álbum tiene 13 canciones y fueron compuestas por los miembros de la banda menos Plegaria a un Labrador que fue compuesta por Víctor Jara. El único videoclip que lanzaron fue Te Mataré Con Amor.

## Lista de canciones
1. Marginados Al Poder (Claudio García, Oscar Silva, Patricio Silva)
2. Te Mataré Con Amor (Patricio Silva)
3. Rebelión de la Revolución (Claudio García, Claudio Gutiérrez, Oscar Silva, Rodrigo Pardo)
4. A Los Partidos Con Amor (Oscar Silva)
5. Etarra (Claudio García, Claudio Gutiérrez, Oscar Silva)
6. Detenido Por Sospecha (Oscar Silva, Patricio Silva)
7. [[Plegaria a un Labrador[1]]] ([[Víctor Jara[2]]])
8. Cervecia'o (Patricio Silva)
9. Intifada (Claudio García, Oscar Silva, Patricio Silva, Claudio Gutiérrez)
10. Dale Barra Brava (Claudio García, Oscar Silva)
11. Falsos Héroes (Oscar Silva, Claudio Gutiérrez)
12. Ellos (Oscar Silva, Claudio Gutiérrez)
13. Violencia Contra Violencia (Claudio García, Patricio Silva, Claudio Gutiérrez)

## Videoclip
- Te Mataré Con Amor

## Músicos
- Claudio García (Batería y voz)
- Oscar Silva (Bajo y voz)
- Patricio Silva (Guitarra y voz)